# Pitcairnia woronowii
Pitcairnia woronowii är en gräsväxtart som beskrevs av Wilhelm Weber. Pitcairnia woronowii ingår i släktet Pitcairnia och familjen Bromeliaceae.
Artens utbredningsområde är Colombia. Inga underarter finns listade i Catalogue of Life.